# DeeDee Trotter
DeeDee Trotter (eigentlich: De’Hashia Tonnek Trotter; * 8. Dezember 1982 in Twentynine Palms) ist eine ehemalige US-amerikanische Sprinterin. Sie ist zweifache Staffelolympiasiegerin und zweifache Staffel-Weltmeisterin.

## Karriere
Trotter lebt derzeit in Knoxville, wo sie die University of Tennessee besucht und 2002 auch ihre ersten Erfolge über 200 und 400 Meter feierte. Internationale Bekanntheit erlangte sie durch den Sieg in der 4-mal-400-Meter-Staffel bei den Weltmeisterschaften 2003 in Paris/Saint-Denis.
Ihren bisher größten Erfolg feierte sie bei den Olympischen Spielen 2004 in Athen, wo sie zusammen mit Monique Henderson, Sanya Richards und Monique Hennagan im 4-mal-400-Meter-Staffellauf die Goldmedaille gewann, vor den Teams aus Russland (Silber) und Jamaika (Bronze). Bei derselben Veranstaltung kam sie im 400-Meter-Lauf auf den fünften Platz. Einen Monat später, bei den IAAF-Meisterschaften in Monaco, belegte sie über 400 Meter Platz drei und am 1. Juli 2005 in Saint-Denis bei Paris den sechsten Platz beim Meeting Gaz de France. 
Bei den Weltmeisterschaften 2005 in Helsinki wurde sie über 400 Meter Fünfte, ebenso wie bei den Weltmeisterschaften 2007 in Osaka. Mit der 4-mal-400-Meter-Staffel konnte sie bei den Weltmeisterschaften 2005 nicht mehr an den Start gehen, da diese im Halbfinale als Schnellste nachträglich durch einen Wechselfehler disqualifiziert wurde. Bei den Weltmeisterschaften 2007 in Osaka wurde sie erneut Fünfte und gewann mit der Staffel Gold.
2012 lief sie bei den Olympischen Spielen in London im Finale des 400-Meter-Laufes zur Bronzemedaille und gewann die Goldmedaille mit der 4-mal-400-Meter-Staffel in der Besetzung Deedee Trotter, Allyson Felix, Francena McCorory und Sanya Richards-Ross.
DeeDee Trotter hat bei einer Größe von 1,78 m ein Wettkampfgewicht von 64 kg.

## Persönliche Bestzeiten
- 100 m: 11,65 s
- 200 m: 23,04 s
- 400 m: 49,64 s